# Toninho Ferragutti

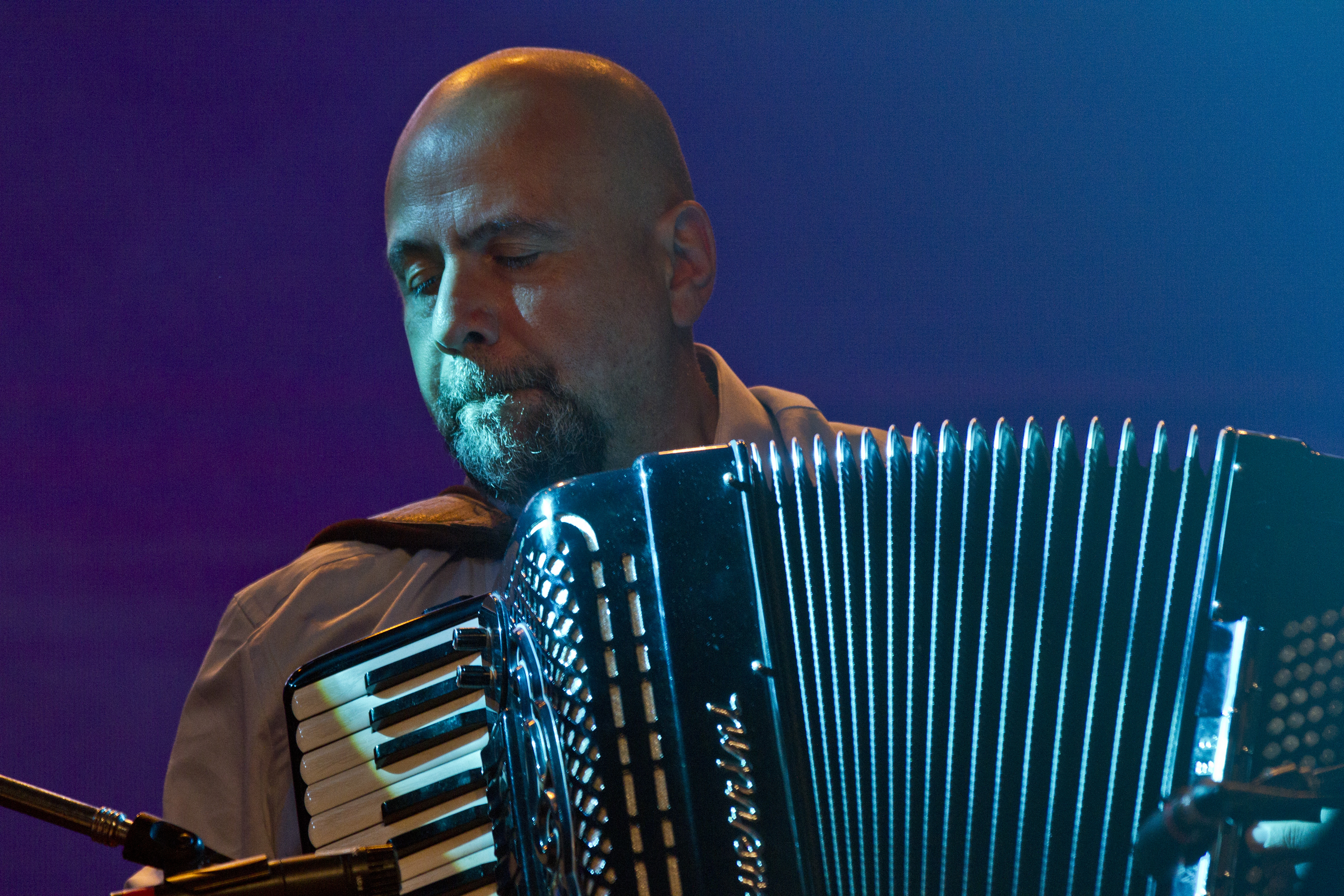
Toninho Ferragutti (2015)

Toninho Ferragutti (* 18. Februar 1959 in Socorro, São Paulo) ist ein brasilianischer Akkordeonist, Komponist und Arrangeur.

## Leben und Wirken
Ferragutti hatte ersten Musikunterricht bei seinem Vater, dem Saxophonisten Pedro Ferragutti. Er studierte dann am Conservatório Gomes Cardim in Campinas Harmonielehre bei Cláudio Leal Ferreira und Akkordeon bei Dante D’Alonzo. Seit 1983 arbeitet er als professioneller Musiker.
Er arbeitete u. a. mit Gilberto Gil, Edu Lobo, Antonio Nóbrega, Elba Ramalho, Mônica Salmaso, Geraldo Azevedo, Zé Ramalho, Chico Cezar, Oswaldinho do Acordeon, Lenine, Paulo Moura, Marisa Monte, Elza Soares, Dory Caymi, Nelson Ayres, Nico Assunção und Hermeto Pascoal, Doug Kershaw, Maria João und Mario Lajinha, Omara Portuondo, Denise Kalafi, Antonio Placer und Geoffrey Oryema zusammen und trat als Solist mit dem Orquestra Jazz Sinfônica und dem Orquestra da Petrobrás pro Música unter Leitung von Wagner Tiso, Nelson Ayres und Cyro Pereira auf.
1996 nahm er mit dem Saxophonisten Roberto Sion das Album Oferenda auf. Sein erstes Soloalbum Sanfonamos wurde 2000 für einen Grammy Latino nominiert. 2006 erschien sein zweites Album Nem Sol, Nem Lua mit eigenen Kompositionen. Seine Diskographie als Sideman umfasst mehr als fünfzig Alben.